# 福田素子 (ライター)
福田 素子（ふくだ もとこ、1969年〈昭和44年〉 - ）は、日本のライター。

## 来歴
1969年（昭和44年）、青森県にて生まれた。のちにフリーで著述活動を行うようになった。主な執筆対象として旅を取り上げるなど、トラベルライターとして活躍した。雑誌や書籍といった出版物をはじめ、機内誌やPR誌に至るまで、さまざまな媒体に執筆していた。特に日本国外の旅について執筆することが多かった。

## 作風
小笠原諸島の自然を取り上げた『世界遺産小笠原』においては、作中にて「小笠原諸島は、火山が隆起してできた島で、一度も大陸と陸続きになったことがない。こうした島を海洋島という。」「まる裸で太平洋に突き出していた小笠原諸島に、生きものたちはいったいどのようにしてたどり着いたのだろうか。あるものたちは風によって運ばれ、また、あるものは海流に乗って。あるいは、翼を持つものは自力で、またはそれに紛れて。いわゆる3W、風（Wind）、波（Wave）、翼（Wing）により、数少ない生きものだけが海を越えて小笠原の島々にたどり着くことができた。」と情感豊かに記している。なお、海洋島における生物の流入経路が風散布（Wind）、鳥散布（Wing）、海流散布（Wave）の3Wによる長距離散布であることは、集団遺伝学、生物学の世界では一般に知られている。

## 著作
共著
- 川島直子・福田素子共著『〈世界基準の授業〉をつくれ――奇跡を生んだ創価大学経済学部IP』時事通信社出版局、2012年。ISBN 978-4-788-71176-1
- 榊原透雄写真、福田素子文『世界遺産小笠原』JTBパブリッシング、2012年。ISBN 978-4-533-08754-7